# Juvenal (football)
Juvenal Amarijo Amanso, mieux connu sous le nom de Juvenal (né le 27 novembre 1923 à Santa Vitória do Palmar au Brésil et mort le 30 octobre 2009 à Camaçari) était un joueur de football brésilien.